# Falun de Chartres-de-Bretagne
 (octobre 2016).
Le falun de Chartres-de-Bretagne s'est formé lors du Miocène dans la zone médiane de la Bretagne, par sédimentation, dans une matrice argilo-sableuse, d'algues calcaires et de coquillages présents dans la mer des Faluns qui faisait de l'Ouest de cette région une île en la séparant du reste du continent. Le gisement fait référence à trois époques différentes : Oligocène, Miocène et Pliocène. L'Oligocène du bassin de Rennes a été étudié en détail lorsque ces grandes carrières étaient en activité.
Il fait partie d'un important bassin tertiaire qui s'étend au Sud de Rennes. Les carrières de la Chaussairie (également dite des Grands Fours et des Vieux Fours) et de la Lormandière constituent le gisement fossilifière.
Le gisement se situe à quelques kilomètres de Rennes sur les communes de Chartres-de-Bretagne, et de Bruz. De nombreuses exploitations de calcaire à chaux, à ciel ouvert ou souterraines, ont existé au XIXe siècle et au début du XXe siècle. La plupart des restes carrières à ciel ouvert sont encore visibles sur le terrain. Il n'en est pas de même pour les carrières souterraines, dont aucun plan de localisation n'a pu être retrouvé. Cet état de fait a été déploré à de nombreuses occasions d'effondrements lors de l'urbanisation de Chartres de Bretagne. 
Comme à Saint-Grégoire, les caractéristiques de ces formations en font pour P. Pons des réservoirs aquifères excellents pour l'exploitation de l'eau.

## Description
Par son origine, cette roche est aussi appelée falun de Saint-Grégoire, par sa ressemblance au gisement situé près de Saint-Grégoire, mais elle fait uniquement référence au niveau du Miocène.
Ces carrières exploitaient :
- pour le Pliocène, des argiles à poterie, des sables calcaires pour castine en fonderie, des sables fins pour maçonnerie, du minerai de fer.
- pour le Miocène, pour l'alimentation de four à chaux, le calcaire provenant des faluns.

Ce calcaire a été utilisé comme moëllons dans les murs de certaines maisons d'habitation de Chartres-de-Bretagne.
Si les couches les plus consolidées servaient aux constructions, les couches les plus "tendres" des faluns étaient destinées à la fabrication de chaux ou employées aux fins d'amendement des terres agricoles. P. Bos indique que des faluns sableux extraits en même temps que des sables pliocènes ont servi de matériaux tout venant pour voirie.
Enfin, les argiles produites par l'altération de la roche-mère font de Chartres-de-Bretagne un très ancien site de poteries et plus tardivement de briques, activités qui ont cessé dans les années 1920.

## Situation
Leur localisation précise est détaillée par Suzanne Durand et M.-F. Ollivier-Pierre. 
Il faut distinguer les argiles noires fossilifères désignées également sous le nom de saproprels supérieurs datant de l'Oligocène, qui est surmonté par la base des faluns du Miocène.
P. Bos indique les formations reconnues depuis la base de ce gisement comportent :
- trois niveaux appartenant à l'époque Oligocène[6] ;
- un niveau du Miocène, le falun qui contient des sables coquilliers calcaires
- un niveau du Pliocène contenant des sables siliceux fins à graveleux.

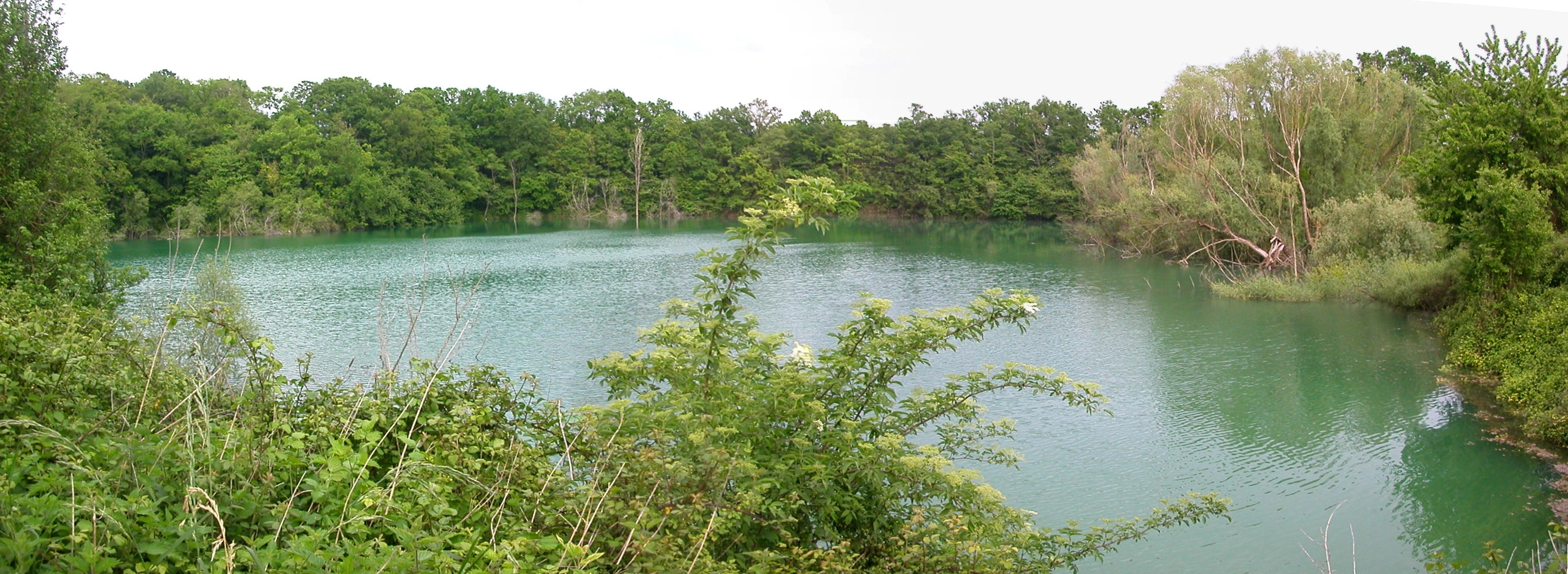
L’étang de Lormandière.

La carrière de Lormandière est actuellement noyée.

## Histoire
Le début de l'exploitation des calcaires à chaux remonte à une date qui n'est pas connue. Le sable calcaire (sablon), est signalé pour la première fois en 1813, par Pitre Pierre-Louis Athénas. Il était exploité pour la fabrication de la chaux. Les dépôts étaient activement exploités ; les différents fours sont abandonnés depuis le milieu du XXe siècle. Émile Le Puillon de Boblaye fait figurer les faluns en 1827 sur la carte qui accompagne son Essai sur la configuration et la constitution géologique de la Bretagne. Cette indication est reproduite par Adolphe Toulmouche en 1833 sur la Carte géologique de l'Ille-et-Vilaine. Toulmouche détaille une étude minéralogique et géologique présentée la même année au congrès scientifique de Caen. 
L'usine à chaux de Lormandière et de la Chaussairie fonctionne de 1853 à 1938. En 1948, le site est vendu comme lieu de conditionnement et de stockage d'engrais. En 1988, le site de Lormandière est acquis par le Département d'Ille-et-Vilaine.

### Oligocène
Jacques-Raoul Tournouër (1868 et 1879) puis Maurice Cossmann.}} (1919) y retrouve la même faune que dans le Stampien de Gaas dans les Landes. 
Gaston-Casimir Vasseur donne à la fin du XIXe siècle la coupe publiée par Delage en 1879 de la carrière de la Lormandière , et établit la coupe de la carrière de la Chausserie. Il est aussi l'auteur d'une bibliographie détaillée.
En 1902, Bézier donne des précisions sur les couches inférieures de marnes à chaux hydraulique et sur les argiles sous-jacentes. Lecharter analyse en 1903 les différents niveaux calcaires et des chaux produites et en donne la composition.
En 1920, Yves Milon et Dangeard donnent une description détaillée des carrières, dans l'état qu'elles présentaient. Ils y indiquent que les derniers bancs de calcaires oligocènes de Lormandière sont marins et que le Chattien lacustre semble manquer ici à la partie supérieure de l'Oligocène. Les argiles qui reposent sur la surface durcie de l'Oligocène y sont décrites. La même année, ils ont découvert des argiles bleues (50 cm) surmontées d'argiles noires (1 m) entre les derniers bancs attribués au Chattien et les faluns helvétiens.
Ces argiles noires ont livré une faune de Poissons d'eau douce et une flore qui a été étudiée par Depape en 1924.
Dans l'introduction à l'étude paléontologique de M. Depape, Yves Milon montre que les argiles sont des dépôts sapropéliens, accumulés dans un étang ou un lac d'eau noire. La découverte des fleurs d'eau confirme cette option. 
En 1930, Yves Milon montre que dans les calcaires les fossiles d'eau douce sont localisés dans des nids et sont emballés dans une boue.
En 1935, Yves Milon met en évidence le grand développement des argiles noires inférieures. En 1936, Dangeard et l'Abbé Fremy) observent des Botryococcus dans les argiles oligocènes du bassin de Rennes.
En 1936, Yves Milon fait référence à un 'cycle sédimentaire Rupélien-Chattien : les formations marnocalcaires et les calcaires se sont accumulés entre
les sapropels inférieurs et les sapropels supérieurs.
En 1948, Abrard pense que tous les calcaires oligocènes du bassin de Rennes doivent être classés dans le Stampien.
En 1960, Suzanne Durand classe dans l'Aquitanien les sapropels supérieurs.
En 1989, à la suite de l'étude anatomique des fragments de poissons recueillis dans les sapropels supérieurs, Jean Gaudant distingue deux nouvelles espèces : le Palaeoatherina britannica, et le Dapaloides miloni.

### Miocène
Le Miocène au Sud de Rennes a été étudié par plusieurs auteurs. 
Adolphe Toulmouche détaille une étude minéralogique et géologique présentée en 1839 au congrès scientifique de Caen. Il y signale qu'on y exploite, près du même endroit, au village de la Chaussairie, un banc calcaire coquillcr, offrant des empreintes de cônes, de nummulites, de ealyptrces de écrites de térébratules etc. dont on fait une excellente chaux hydraulique..
À l'été 1840, Charles Lyell trouve dans les  carrières de la Chaussairie des fossiles. 
Gaston-Casimir Vasseur rappelle les observations de Delage et Paul Lebesconte. 
En 1902, Gustave-Frédéric Dollfus et Philippe Dautzenberg donnent une coupe d'un front de taille de la carrière de La Chausserie le falun miocène à Bryozoaires ravine le calcaire oligocène, et il est raviné par le Redonien.  
Les rapports du Miocène et de l'Oligocène ont été précisés en 1927 par Dangeard et Yves Milon dans la carrière des Grands-Fours. En 1960, Suzanne Durand indique qu'elle a retrouvé le Miocène sous forme de calcaire formé par accumulation de Lithothamnium au Nord du cimetière de Chartres.

## Fossiles

### Mammifères terrestres
La faune mammalienne terrestre du Falun de Chartres-de-Bretagne est principalement représentée par des dents de proboscidiens. Aux Deinotheriidae, il peut être rapportée la présence de Prodeinotherium bavaricum. Aux Gomphotheriidae, il peut être rapportée la présence de Gomphotherium angustidens. Il est rapporté aussi la présence d'Hipparion primigenium.

### Reptiles

#### Tortues
Les restes de ces vertébrés sont plutôt rares dans les faluns de Bretagne, et ils appartiennent principalement à de tortues. Dans le Falun de Chartres-de-Bretagne, où ces restes sont le plus fréquents, ils ont été attribués au clade des Trionychia. Tous les fragments provenant de la carrière des Grands-Fours ont été considérés comme appartenant au genre Tryonyx, dont l'unique espèce survivante actuellement est le Trionyx triunguis.
Il faut noter que les Cryptodires Testudinoidea sont inconnues ici contrairement aux faluns d'Anjou-Touraine.

#### Crocodiliens
De rares restes de crocodiliens ont été récoltés. Ils sont tous attribués au genre Diplocynodon.

### Mammifères marins
Ils sont représentés par des nombreux restes de siréniens ou Vache marine (Sirenia, un ordre de mammifères marins herbivores phylogénétiquement proches des proboscidiens, des hyracoïdes, des embrithopodes et des desmostyliens, mais ressemblant à certains cétacés : ils sont aujourd'hui représentés par les Lamantins et les dugongs. On trouve dans le Falun de Chartres-de-Bretagne, les restes de sirénien, très abondant qui appartiennent à une unique espèce :
- Metaxytherium medium.

### Poissons marins
Ces vertébrés sont représentés par des Chondrichthyes (requins, batoïdes et autres raies, et des Osteichthyes (poissons osseux).

### Requins

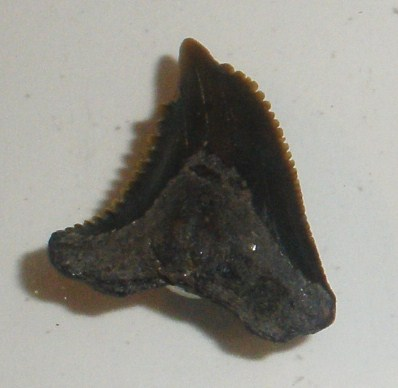
Dent fossilisée d'Hemipristis serra.

Les requins du Falun de Chartres-de-Bretagne sont essentiellement connus par de nombreuses dents, dont la hauteur dépasse rarement 4 cm.
Les espèces traditionnellement citées sont :
- Notorhyncus primigenius
- Carcharodon hastalis
- Isurus desori
- Mégalodon[35]
- Carcharias acutissima
- Araloselachus cuspidata
- Hemipristis serra
- Galeocerdo aduncus

### Batoïdes
Dans le Miocène moyen du Falun de Chartres-de-Bretagne, les batoïdes sont représentés par des restes de :
- Pristis aquitanicus
- Pteromylaeus meridonalis
- Aetobatus arcuatus

### Poissons osseux
Les poissons osseux du Miocène du Falun de Chartres-de-Bretagne sont uniquement représentés par des actinoptérygiens. Il s'agit de Perciformes Labridae (labres, vieilles, vras, ... principalement carnivores et broyeurs) et Sparidae (Brème de mer, pagres, daurades), et de Tetraodontiformes (poissons-globes, diodons ou poissons-porc-épics, poissons-coffres, poissons-lunes... durophages des mers tropicales).
- Diodontidae
  - Diodon[36]
- Labridae
  - Labrodon pavimentatum
  - Trigonodon jugleri
- Sparidae
  - Diplodus jomnitanus
  - Pagrus cinctus
- Tetraodontiformes
  - Tetraodon lecointrae

### Invertébrés marins
Ils sont les constituants majeurs des faluns. Ces organismes sont souvent fragmentaires, et les individus complets sont difficiles à extraire de leur gangue. Les invertébrés du Falun de Chartres de Bretagne ont été principalement étudiés à la fin du XIXe siècle et au début du XXe siècle. Ils nécessitent certainement une révision. Les plus abondants sont les mollusques, les brachiopodes, les crustacés, qui sont associés à de plus rares échinodermes, bryozoaires...

#### Bivalves
Elles sont notamment représentés par :
- des Pectinidae, coquilles Saint-Jacques, pétoncles, et dont :
  - Pecten praebenedictus
  - Gigantopecten gigas
  - Gigantopecten ligerianus
  - Aequipecten radians
  - Crassadoma multisritiata
  - Manupecten fasciculatus
  - Pecten seniensis
  - Palliolum tigerinum
  - Hinnites crispus dubuissoni
- des Limidae, dont :
  - Lima tegulata
- des grandes huîtres indéterminées pouvant mesurer jusqu'à 10 cm de long.

#### Gastéropodes
Ils sont nombreux et variés. On y trouve principalement :
- des Conidae, dont
  - Conus mercati.

#### Brachiopodes
Ils ont été observés sous la forme d'accumulation de coquilles de térébratules dans la carrière des Grands-Fours, mais ces spécimens sont souvent incomplets. Ils ont été rapportés à la Terebratula perforata.

#### Arthropodes crustacés
Ils semblent essentiellement représentés par des cirripèdes coloniaux attribué à la Balanidae Megabalanus tintinnabulum. On cite aussi dans la littérature du XIXe siècle des pinces de crustacés (crabe ?).

#### Échinodermes
Ils sont peu nombreux dans le Falun de Chartres-de-Bretagne, contrairement à la diversité observées dans les faluns de la région de Dinan. On note principalement le Parascutella faujasi, et Echinocyamus armoricus, comme oursins irréguliers. Les oursins réguliers sont représentés par des radioles de ciradés.

#### Bryozoaires
Des bryozaires (Ectoprocta) Cheilostomatida ont été originellement rapportés aux genres Celleporidae et Retepora par Gaston-Casimir Vasseur en 1831. Ultérieurement, Canu et Lecointre (1925-1930, 1933-1934), puis Émile Buge ont largement émendé cette liste. Buge dénombre la présence de 15 espèces réparties :
- en 8 Cheilostomatida, dont :
  - Diplosolen
  - Tubulipora, incluant Reptotubigera, Actinopora, Lichenopora
- en 7 Cyclostomata, dont :
  - Pyripora
  - Ramphonotus
  - Steginoporella
  - Cribalaria
  - Hipporella
  - Perigastrella

Les bryozoaires constituent l'essentiel de la biomasse (faciès Savignéen) et que les plus petites espèces encroûtent bien souvent les autres organismes ce qui rend leur dégagement délicat.

### Flore
La flore du Falun de Chartres-de-Bretagne est connue à partir de restes de troncs, de branches, de feuilles et de graines, ainsi que des spores et de pollens. Une étude des macro-restes végétaux n'a jamais toutefois été entreprise. Ceux-ci ne sont représentés que par de rares restes silicifiés de quelques décimètres de longueur qui correspondraient pour l'essentiel au genre Taxodioxylon

## Sources
- Pitre Pierre-Louis Athénas, Annales de la Société académique de Nantes, 1813, p. 74.
- Jules Desnoyers, Observations sur un ensemble de dépôts marins plus récents que les terrains tertiaires du bassin de la Seine, et constituant une formation géologique distincte, Annales des sciences naturelles. Février 1828.
- Jules Desnoyers, Notice sur les terrains tertiaires du Nord-Ouest de la France, autres que la formation des faluns de la Loire, Bulletin de la Société géologique de France. 1re série, t. II, p. 414. 4 juin 1832.
- Description géologique du Département d'Ille-et-Vilaine, Annales des mines, 1835, série 3, volume 8. .
- Jean-Baptiste Payer, Études géologiques et botaniques sur les terrains tertiaires des environs de Rennes, 1841.
- Édouard Placide Duchassaing de Fontbressin, Considérations générales sur les faluns, description des terrains tertiaires de la Bretagne et des principaux fossiles qui s'y trouvent (impr. de Lacour et Maistrasse, Paris), Thèse de 1843, p. 14).
- Marie Rouault, Note sur les Vertébrés fossiles des terrains sédimentaires de l'ouest de la France, Comptes rendus, Académie des sciences, 1858, p. 100.
- Jacques-Raoul Tournouër, Sur les lambeaux de terrain tertiaire des environs de Rennes et de Dinan, en Bretagne, et particulièrement sur la présence de l’étage des sables de Fontainebleau aux environs de Rennes, Raoul Tournouër, imprimerie de E. Blot, 1868,  [présentation en ligne]
- Paul Lebesconte, Note sur les fossiles dans les faluns de la Bretagne, 1870, Bulletin de la Société géologique de France, 2° série, t. XXVII, p. 702 (27 juin 1870).
- Jacques-Raoul Tournouër, Sur quelques coquilles oligocènes des environs de Rennes, 1872, Bulletin de la Société géologique de France, 2° série, t. XXIX, p. 481 (3 juin 1872).
- Henri Émile Sauvage, Note sur le genre Nummoplatus et sur les espèces de ce genre trouvées dans les terrains tertiaires de la France, Bulletin de la Société géologique de France, 3e série, t. III, p. 613, pl. xxn-xxm ; 1875.
- M. Delage, Étude du calcaire de Lormandière,  Bullutin de la Société géologique de France (3) VII 426-445, Paris, 1879.
- Henri Émile Sauvage, Étude sur les poissons des faluns de Bretagne, Mémoires de la Société des sciences naturelles de Saône-et-Loire, 1880. p. 37.
- Gaston-Casimir Vasseur, Terrains tertiaires de la France occidentale (Thèse), 1880.
- Jacques-Raoul Tournouër, Bulletin de la Société géologique de France, 2e série, t. XXV, p. 367 et 389.
- Paul Lebesconte, Bulletin de la Société géologique de France, 3e série, t. VII, p. 451.
- Yves Bazin de Jessey, Sur les Echnides du Miocène moyen de la Bretagne, Bulletin de la Société géologique de France, 3e série, t. XII, p. 34-45, pl. 1-3., 1883
- Paul Lebesconte, Les argiles miocènes du bassin de la Chaussairie, Bulletin de la Société scientifique et médicale de l'Ouest, 1896, p. 50.
- Jean Seunes,  Note sur quelques Echinides des Faluns miocènes de la Bretagne, Bulletin de la Société scientifique et médicale de l'Ouest, 1896, p. 87.
- Fernand Kerforne, Un cas de tératologie dans une Scutella faujasii. Bulletin de la Société scientifique et médicale de l'Ouest, séance du 5 février 1897, p. 24-28.
- Gustave-Frédéric Dollfus, Philippe Dautzenberg, Conchyliologie du Miocène moyen du bassin de la Loire. Première partie : Description des gisements. Mémoire de la Société géologique de France, t. X, no 27, fasc. 2-3. 1902.
- Lechartier, De la chaux en agriculture et dans l'industrie.  Tangue, sablons et calcaires du département d'Ille et Vilaine, Bulletin de la Société scientifique et médicale de l'Ouest,T.XII. 1903. p.25-56
- Maurice Cossmann, Monographie illustré des mollusques oligocèniques des environs de Rennes. Journal de conchyliologie, t. 64, vol. 3, p. 133-199, 1919
- Charles Armand Picquenard, Mollusques fossiles inédits ou nouveaux de l'Helvétien des environs de Rennes et de Dinan. Bulletin de la Société géologique et minéralogique de Bretagne, 1921, p. 397.
- Yves Milon, Présence de la glauconie dans les faluns vindoboniens de Bretagne, Bulletin de la Société géologique et minéralogique de Bretagne, 1926, p. 1043.
- Germain Baudre, Les Singularités de Bretagne-Armorique. D'après un traité du XVIe siècle., Bulletin de la Société géologique et minéralogique de Bretagne, 1925.
- R. Mazères, Note sur la faune des faluns du Quiou, de Saint-Grégoire et de la Chaussairie, Bulletin de la Société géologique et minéralogique de Bretagne, 1927, p. 20-21.
- Suzanne Durand, Le Tertiaire de Bretagne : Étude stratigraphique, sédimentologique et tectonique, Collection : Mémoires de la Société géologique et minéralogique de Bretagne ; 12 , 1960.
- M.-F. Ollivier-Pierre, Étude palynologique (spores et pollens) de gisements paléologènes du Massif Armoricain. Stratigraphie et paléogéographie. Mémoires de la Société géologique et minéralogique de la Bretagne. N°25. p. 1-239.
- J. Plaine, La Mer des faluns. Chartres de Bretagne il y a 15 millions d'années, 44 p., Musée de géologie de l'Université de Rennes
- J. Plaine, Entre 45 et 2 millions d'années, le tertiaire du pays de Rennes, 81 p., Musée de géologie de l'université de Rennes
- Jean Gaudant, L'ichthyofaune stampienne des environs de Chartres-de-Bretagne, près de Rennes, un réexamen., Géologie de la France, N°1-2, 1989,
- C. Lecuyer, P. Grandjean, F. Paris, M. Robardet, and D. Robineau. 1996. Deciphering "temperature" and "salinity" from biogenic phosphates: the 6180 of coexisting fishes and mammals of the Middle Miocene sea of western France. Palaeogeography, Palaeoclimatology, Palaeoecology 126(1):61-74
- P. Bos, Carrières souterraines et effondrements à Chartres-de-Bretagne, BRGM, 1990.
- Trautmann F.,  Paris F.  (2000) – Carte  géol.  France  (1/50 000),  feuille Rennes (317). Orléans : BRGM. Notice explicative par Trautmann F., Paris F., Carn A.(2000), 85 p.  (ISBN 2-7159-1317-6)
- Trautmann F., Paris F., Carn A. (1999) – Notice explicative, Carte géol. France  (1/50 000),  feuille  Rennes  (317).  Orléans  :  BRGM,  85  p.  Carte  géologique  par Trautmann F., Paris F. (2000   (ISBN 2-7159-1317-6)
- Ortwin Schultz & David R. Belwood, Trigonodon oweni and Asima jugleri are different parts of the same species Trigonodon jugleri,  a Chiseltooth Wrasse from the Lower and Middle Miocene in Central Europe (Osteichthyes, Labridae, Trigonodontinae), 2004.
- Didier Néraudeau, Didier Senan, Jean-Christophe Dudicourt, Les faluns du Miocène moyen de Bretagne in Fossiles, Revue française de paléontologie, N°8, 2011, p. 36-38.
- Fossiles, revue, n°30, 2017. Les fossiles oligocènes-miocènes des environs de Rennes.